# Medaglia commemorativa campagna di ricerca scientifica in Antartide

## Medaglia Commemorativa per la Campagna di Ricerca Scientifica e Tecnologica in Antartide
La Medaglia Commemorativa per la Campagna di Ricerca Scientifica e Tecnologica in Antartide è una ricompensa italiana istituita con Decreto Interministeriale Difesa, Università, Ricerca Scientifica e Tecnologica del 7 marzo 1994, per tributare un visibile riconoscimento al personale militare e civile del Ministero della Difesa e a quello delle altre Pubbliche Amministrazioni del Comitato Consultivo Interministeriale per l'Antartide, costituito con decreto del Ministero dell'Università e della Ricerca Scientifica e Tecnologica ai sensi dell'art. 3 comma 2 della Legge n. 380 dell'27 novembre 1991, «che con alto senso del dovere (...) abbia prestato, presti o presterà servizio in missioni nazionali impegnate nel continente Antartico» secondo i seguenti limiti d'impiego:
- periodo complessivo di 45 giorni per il personale stanziato a terra e per quello imbarcato sulle navi da guerra o di ricerca scientifica in mare;
- 15 giorni di missione di aerotrasporto, anche non consecutive, di supporto logistico, per il personale facente parte degli equipaggi di volo.

### Specifiche tecniche

#### Medaglia
La medaglia era in metallo argentato, con attacco a nastro, del peso di circa 25 grammi, di forma tonda di 40 millimetri di diametro, contornata da due fronde d'olivo, riporta, al centro, una stella a cinque punte e sopra la scritta "ANTARTIDE"; sul retro era riportato il motto "PRO SCIENTIAE / PERVESTIGATIONE" che contorna la sagoma dell'Antartide.

#### Nastro
La medaglia era appesa ad un nastro di seta di 37x50 millimetri, con in verticale, i colori dell'ambiente e dell'aurora australe (viola - bianco - nero - bianco - rosso).

#### Nastrino
Il nastrino riportava in identica sequenza gli stessi colori del nastro della medaglia.

#### Diploma
Il diploma riportava i dati anagrafici dell'insignito, la data del periodo di impiego e l'area geografica dove si era svolta, in modo prevalente, la missione e il Ministero di appartenenza.

## Medaglia Commemorativa per la Partecipazione a Campagne di Ricerca Scientifica per il Personale impiegato in Missioni Nazionali di Ricerca di Alta Valenza Scientifica in Artide, Antartide, Campo Aerospaziale
La Medaglia Commemorativa per la Partecipazione a Campagne di Ricerca Scientifica per il Personale impiegato in Missioni Nazionali di Ricerca di Alta Valenza Scientifica in Artide, Antartide, Campo Aerospaziale è una ricompensa italiana istituita con Decreto Interministeriale Difesa, Università e Ricerca del 27 luglio 2021, per tributare un visibile riconoscimento al personale militare e civile del Ministero della Difesa e a quello delle altre Pubbliche Amministrazioni in missioni nazionali di ricerca di alta valenza scientifica in Artide, Antartide, Campo Aerospaziale, secondo i seguenti limiti d'impiego:
- in Artide o in Antartide, per un periodo complessivo di 30 giorni per il personale stanziato a terra e per quello imbarcato sulle navi impiegate nella ricerca scientifica in mare;
- in Artide o in Antartide, per 15 missioni di aerotrasporto, anche non consecutive, di supporto logistico, per il personale facente parte degli equipaggi fissi di volo;
- partecipazione a missioni di ricerca scientifica nello Spazio.

### Specifiche tecniche

#### Medaglia
La medaglia è in metallo argentato, con attacco a nastro, del peso di circa 25 grammi, di forma tonda di 40 millimetri di diametro, contornata da due fronde d'olivo, riporta, al centro, una stella a cinque punte; sul retro è riportato il motto "PRO SCIENTIAE / PERVESTIGATIONE".

#### Nastro
La medaglia è appesa ad un nastro di seta di 37x50 millimetri, con in verticale, i colori dell'ambiente e dell'aurora australe (viola - bianco - nero - bianco - rosso).

#### Nastrino
Il nastrino riporta in identica sequenza gli stessi colori del nastro della medaglia.

#### Fascette sul nastro & stellette sul nastrino
La medaglia è concessa una sola volta per l'impiego nella stessa area geografica, anche in caso di partecipazione a più missioni di ricerca.
Coloro che hanno ottenuto più volte il riconoscimento, portano:
- 1 sola medaglia, completa di tante fascette di metallo bronzato sul nastro quante sono le decorazioni ottenute;
- 1 solo nastrino, completato rispettivamente da 1 o 2 stellette di metallo bronzato o 1 stelletta di metallo argentato se le decorazioni ottenute sono rispettivamente 2, 3 o più di 3.

#### Diploma
Il diploma riporta i dati anagrafici dell'insignito, la data del periodo di impiego e l'area geografica o nazione dove si è svolta, in modo prevalente, la missione e il Ministero di appartenenza.